# Tie-dye

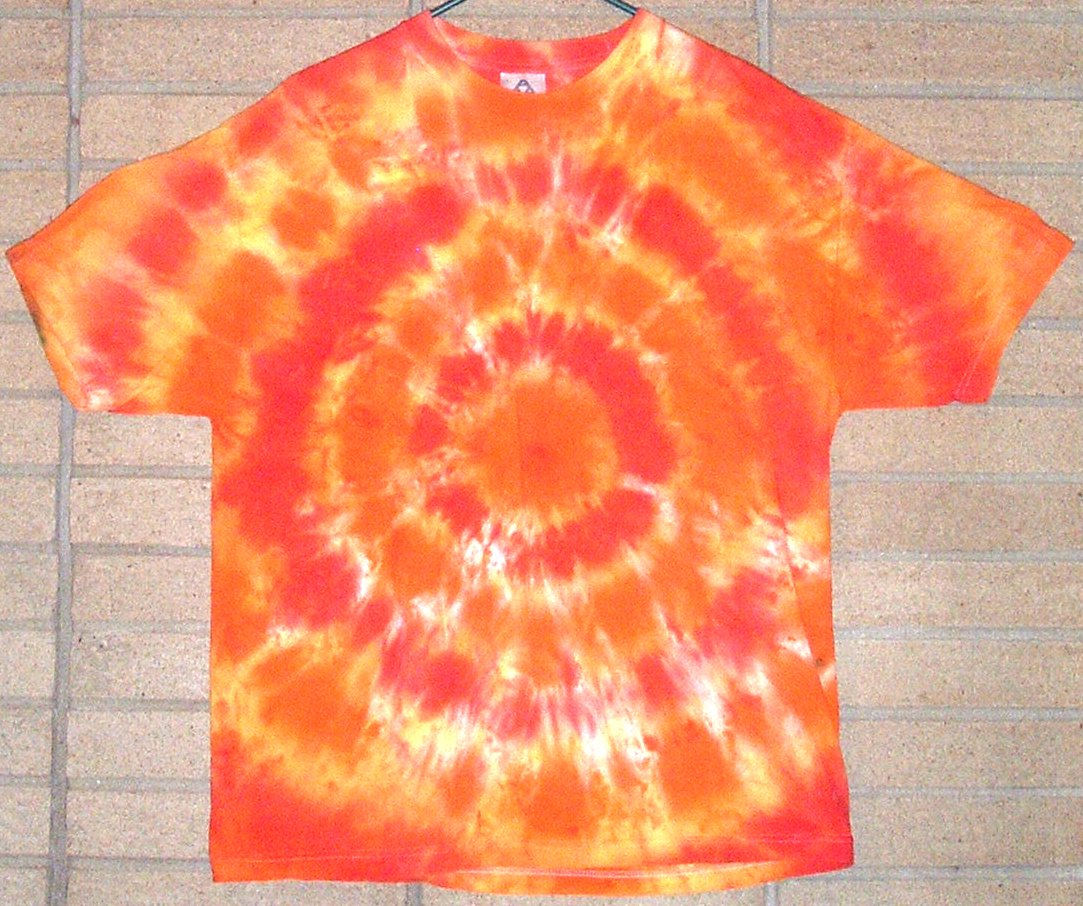
Een T-shirt met tie-dyepatroon

Tie-dye ([ˈtaɪˌdaɪ]) is een techniek waarmee men textiel van een patroon voorziet door, voor men de stof verft, stevige knopen in het materiaal te leggen of delen samen te binden. De met water, eventueel gemengd met soda, doordrenkte stof wordt hierna in het verfbad gedoopt. De patronen ontstaan omdat de verf zich op de geknoopte of samengebonden delen niet kan hechten.
Door de kleding vanuit één punt te bundelen en vervolgens in verschillende verfbaden te dopen kunnen meerkleurige cirkelvormige patronen ontstaan.
Tie-dyekleding werd veel gedragen in een subcultuur als de hippiebeweging. Jarenzestigsterren uit de muziekwereld, onder meer Janis Joplin en John Sebastian, droegen bij aan de populariteit van de karakteristieke tie-dyedessins.
De speciale tie-dyemethode waarmee men in Thailand fijne patronen op zijden kledingstukken aanbrengt, noemt men Mudmee tie-dye.